# Евсюков, Иван Петрович
Иван Петрович Евсюков (25 октября 1923 — 26 февраля 1995) — передовик советского сельского хозяйства, комбайнёр колхоза «Заветы Ильича» Ровеньского района Белгородской области, Герой Социалистического Труда (1973).

## Биография
Родился 25 октября 1923 года в селе Ржевка Острогожского уезда Воронежской губернии. Обучался в начальной школе. После трудоустроился в колхоз. 
Участник Великой Отечественной войны. Был призван в Красную армию, воевал под Белгородом на Харьковском направлении.
Демобилизовавшись из Армии вернулся в родное село. Стал работать штурвальным на комбайне, а с 1953 года комбайнёром колхоза «Заветы Ильича». 
Указом Президиума Верховного Совета СССР от 11 декабря 1973 года за выдающиеся производственные достижения и получения высоких результатов на обмолоте зерновых Ивану Петровичу Евсюкову было присвоено звание Героя Социалистического Труда с вручением ордена Ленина и золотой медали «Серп и Молот».
После продолжал работать в колхозе вплоть до выхода на заслуженный отдых в 1983 году.
Проживал в селе Ржевка. Умер 26 февраля 1995 года.  

## Награды
За трудовые и боевые успехи был удостоен:
- золотая звезда «Серп и Молот» (11.12.1973)
- орден Ленина (11.12.1973)
- орден Отечественной войны II степени - (11.03.1985)
- Орден Трудового Красного Знамени (1972)
- Медаль «За трудовое отличие»
- другие медали.

## Память
8 мая 1999 года в центральной части села Ржевка напротив здания сельского Дома культуры был установлен бюст Герою Социалистического Труда Евсюкову Ивану Петровичу.